# Феми Муча
Феми Муча (на албански: Femi Muça; на македонска литературна норма: Феми Муча) е политик от Социалистическа република Македония деец на комунистическата съпротива във Вардарска Македония.

## Биография
Роден е през 1930 година в град Дебър. През септември 1943 година се включва в комунистическата съпротива. Между 3- септември и 2 октомври 1944 година е куриер между Дебър и Тирана в услуга на секретарят на Местния комитет в Дебър Скендер Пустина - Мими и Филип Брайковски. Участва като делегат на Втория конгрес на НОМСМ през 1945 година. По-късно е член на Главния комитет на НОМСМ. В известен период от време е подпредседател на Събранието на Скопие, член на Председателството на ЦК на МКП. В периода 1986-1991 година е член на Председателството на СРМ.